# Dżubb Faradż Kabir
Dżubb Faradż Kabir (arab. جب فرج كبي) – miejscowość w Syrii, w muhafazie Aleppo. W 2004 roku liczyła 2842 mieszkańców.